# Mylène Farmer

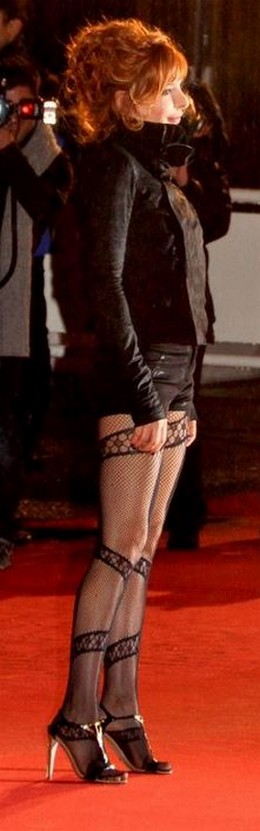
Farmer in 2012

Mylène Jeanne Gautier (Pierrefonds (Canada), 12 september 1961), beter bekend als Mylène Farmer, is een in Canada geboren Franse zangeres.

## Biografie
Farmer is geboren in Canada, maar ze heeft Franse ouders en ze woont al vanaf haar jeugd in Frankrijk. Zij begon haar carrière als mannequin en actrice, maar scoorde in 1984 haar eerste hit met "Maman a tort". Dit nummer was geschreven en gecomponeerd door Laurent Boutonnat die later ook haar videoclips zou regisseren. Mede dankzij deze mini-speelfilmachtige video's, waarin erotiek, maar ook dood en geweld een belangrijke rol spelen, werd Farmer binnen korte tijd een succes. Zij heeft wereldwijd 30 miljoen albums verkocht.
De vaak vrolijke muziek staat in contrast met de meestal moeilijk te doorgronden en sobere tekst. Interviews, optredens en concerten worden zelden gegeven. Mylène ontleent haar artiestennaam aan de actrice Frances Farmer, voor wie zij grote bewondering heeft.
Behalve in Frankrijk is Farmer ook bekend in België, Rusland en Zwitserland. Ze scoorde in Nederland begin jaren 90 een hitje met het nummer Désenchantée, dat in de vertolking van Kate Ryan in de zomer van 2002 een groot succes werd. Ook zangeres Alizée heeft veel te danken aan het duo Farmer/Boutonnat. Farmer behoort nog steeds tot de top van zangeressen in het populaire genre in Frankrijk. Ze heeft bij elkaar meer dan 25 miljoen platen verkocht.
Naast muziek houdt Farmer zich van tijd tot tijd ook met film bezig. Zo speelde ze naast muzikant/acteur Jeff Dahlgren in de film Giorgino (1993) en leende ze in 2006 haar stem aan prinses Selena in de Franstalige versie van Arthur And The Invisibles.
In 2008 heeft ze haar studio-album Point de suture opgenomen, gevolgd door een tournee in 2009 door Frankrijk, Rusland, Zwitserland en België.
Op 6 december 2010 is haar achtste studio-album, Bleu Noir, verschenen. Alle teksten zijn geschreven door Mylène Farmer en de muziek is gecomponeerd door Moby, Archive and RedOne.

## Discografie

### Albums
- Cendres De Lune (1986)
- Ainsi Soit-Je... (1988)
- En Concert (1989)
- L'Autre (1991)
- Dance Remixes (1992)
- Anamorphosée (1995)
- Live A Bercy (1997)
- Innamoramento (1999)
- Mylenium Tour (2000)
- Les Mots - Best Of (2001)
- Remixes (2003)
- Avant Que L'Ombre... (2005)
- Avant Que L'Ombre... A Bercy (2006)
- Point De Suture (2008)
- Nº5 On Tour (2009)
- Bleu Noir (2010)
- 2001-2011 (2011)
- Monkey Me (2012)
- Timeless 2013 (2013)
- Interstellaires (2015)
- Désobéissance (2018)
- L'Emprise (2022)

### Singles
- Maman A Tort (1984)
- My Mum Is Wrong (1984)
- On Est Tous Des Imbéciles (1985)
- Plus Grandir (1985)
- Libertine (1986)
- Tristana (1987)
- Sans Contrefaçon (1987)
- Ainsi Soit-Je... (1988)
- Pourvu Qu'Elles Soient Douces (1988)
- Sans Logique (1989)
- A Quoi Je Sers (1989)
- Allan (live) (1990)
- Plus Grandir (live) (1990)
- Désenchantée (1991)
- Regrets (duet met Jean-Louis Murat) (1991)
- Je t'Aime Mélancolie (1991)
- Beyond My Control (1992)
- Que Mon Cœur Lâche (1993)
- My Soul Is Slashed (1993)
- XXL (1995)
- L'Instant X (1995)
- California (1996)
- Comme J'Ai Mal (1996)
- Rêver (1996)
- La Poupée Qui Fait Non (duet met Khaled, live) (1997)
- Ainsi Soit-je... (live) (1997)
- L'âme-Stram-Gram (1999)
- Je Te Rends Ton Amour (1999)
- Souviens-Toi Du Jour (1999)
- Optimistique-Moi (2000)
- Innamoramento (2000)
- Dessine-Moi Un Mouton (live) (2000)
- L'Histoire D'Une Fée, C'est... (2001)
- Les Mots (duet met Seal} (2001)
- C'est une belle journée (2002)
- Pardonne-Moi (2002)
- Fuck Them All (2005)
- Q.I (2005)
- Redonne-moi (2005)
- L'Amour N'est Rien... (2006)
- Peut-être toi (2006)
- Slipping Away/Crier La Vie (duet met Moby) (2006)
- Avant Que L'Ombre... (live) (2006)
- Déshabillez-Moi (live) (2006)
- Dégénération (2008)
- Appelle Mon Numéro (2008)
- Si j'avais au moins revu ton visage (2009)
- C'est dans l'air (2009)
- Sextonik (2009)
- C'est dans l'air (live) (2009)
- Paradis Inaminé (live) (2010)
- Oui... Mais Non (2010)
- Never Tear Us Apart (2010)
- Bleu Noir (2011)
- Lonely Lisa (2011)
- Du Temps (2011)
- A L'Ombre (2012)
- Je Te Dis Tout (2013)
- Monkey Me (2013)
- Diabolique Mon Ange (live) (2014)
- Stolen Car (duet met Sting) (2015)
- City of love ( 2016)
- Rolling stone (2018)
- N'oublie pas (duet met LP) (2018)
- Désobéissance (2018)
- Des larmes (2019)

### Dvd's
| Dvd's met hitnoteringen in de Nederlandse Music Top 30 | Datum van verschijnen | Datum van binnenkomst | Hoogste positie | Aantal weken | Opmerkingen |
| ------------------------------------------------------ | --------------------- | --------------------- | --------------- | ------------ | ----------- |
| Stade de France                                        | 2010                  | 17-04-2010            | 22              | 2            |             |
| Timeless 2013 - Le film                                | 2014                  | 24-05-2014            | 8               | 2            |             |